# 包容性附加条款
包容性附加條款（英語：Inclusion Rider），或譯包容條款，是指一項附加在演員片約的條款，確保電影裡、角色和全體工作人員忠實反映出真實世界裡的人口分配狀況，以達到一定程度的多樣性，同時也確保女性、非白人種族、LGBT和殘疾人士等都能獲得平等的工作機會。「Rider」在此做「附文；附加條款」解。
這個概念出自2016年TED Women演講影片，由安納伯格（Annenberg）的計劃創始人兼董事史黛西·L·史密斯（Stacy L. Smith）提出。為了保障電影忠實反映不同族群的分配狀況，以及不同族群的工作機會。
2018年第90屆奧斯卡，法蘭西絲·麥朵曼以《意外》拿下最佳女主主角，發表得獎感言的最後留下「inclusion rider」（包容性附加條款）一詞引起討論關注。

## 源起
「包容性附加條款」一詞由南加州大學安納伯格傳播暨新聞學院教授史黛西·L·史密斯提出，發表於2014年《好萊塢報導》的社論對頁專欄和2016年的TED大會。在TED大會上，史密斯發表自己研究團隊的成果。他們在每年美國票房前一百的電影中，計算有說過話或有命名的角色人數，只要角色說過一個詞就算數。他們的數據指出，從2007年到2015年共800部電影中，女性角色占不到全部角色的三分之一，女性導演只占所有導演的4.1%，其中只有三位非裔美國人或黑人導演，一位亞洲導演。
為了保障不同族群的工作機會，史密斯提出「包容性附加條款」為一個解決辦法。藉由一線演員的影響力，在合約裡提出要求，促使電影裡的角色更加多元，讓不同族群在全體工作人員中達到適當比例，以反映真實世界的人口分布情況。
史黛西·史密斯與任職於珍珠街電影公司的法尚·考克斯·迪喬凡尼（Fanshen Cox DiGiovanni）認識後，兩人開始尋求律師把電影適用的包容條款寫成法律文字，因而連絡上專攻公民權與僱傭關係的律師卡爾帕納·科塔加爾（Kalpana Kotagal）。三人共同立下包容條款的雛形。

## 引起關注
2018年第90屆奧斯卡頒獎典禮上，法蘭西絲·麥朵曼以《意外》一片贏得最佳女主角。她發表感言時，邀請在場所有女性入圍者和她一起起立，包括製片人、製作人、導演、編劇、攝影師、作曲家和詞曲家。在得獎感言最後，麥朵曼在台上發表：「各位先生女士，今晚我有一個詞要送給你們：『包容性附加條款』。」（"I have two words to leave with you tonight, ladies and gentlemen: inclusion rider."）
根據《衛報》，「當麥朵曼以『包容性附加條款』一詞結束得獎感言時，不少收看奧斯卡的觀眾搔著腦袋，不甚理解。」
得獎後，麥朵曼在後台表示，自己是在典禮前一星期才知道這個詞。她解釋：「一直以來，每個人都可以在製片時談判包容性附加條款。這表示，你可以要求至少一半的演員陣容、全體工作人員為多元族群。」

## 迴響
第90屆奧斯卡頒獎典禮後，製片人麥可·B·喬丹、布麗·拉森、保羅·費格、麥特·戴蒙和班·艾佛列克皆表態在未來的製片協議中，會採用包容性附加條款。藝人經紀公司威廉·莫里斯奮進曾多年與史黛西·史密斯討論包容條款，其執行長阿里·伊曼紐呼籲旗下經紀人要和所有客戶商談此條款。